# زاك ديوك
زاك ديوك (بالإنجليزية: Zach Duke)‏ هو لاعب كرة قاعدة أمريكي، ولد في 19 أبريل 1983 في كليفتون في الولايات المتحدة.

## وصلات خارجية
- زاك ديوك على موقع دوري كرة القاعدة الرئيسي (الإنجليزية)
- زاك ديوك على موقعبيزبول رفرنس.كوم (الدوري الرئيسي) (الإنجليزية)
- زاك ديوك على موقعبيزبول رفرنس.كوم (الدوري الثانوي) (الإنجليزية)
- زاك ديوك على موقع إي إس بي إن.كوم (أم.أل.بي) (الإنجليزية)
- زاك ديوك على موقع مشجعي الرسوم البيانية (الإنجليزية)